# Motorcade of Generosity
Motorcade of Generosity — дебютный студийный альбом американской группы Cake, выпущен в 1994 году.

## История создания
В 1993 году группой «Cake» был выпущен сингл «Rock’n’roll Lifestyle», после чего группа приступила к записи дебютного альбома. Между тем, командой пока не очень интересовались продюсеры, и музыканты лишь давали концерты в местных клубах, продолжая при этом подрабатывать в различных местах.
Альбом «Motorcade Of Generosity» (англ. Автоколонна благородства) был записан за девять месяцев в перерывах между работой и концертами на небольшой хеви-металлической студии, где один час студийного времени стоил 10$ — это была низкая цена даже для того времени, однако качество записи было очень плохим.
Однако на эту своеобразную демозапись «Motorcade Of Generosity» обратила внимание фирма «Capricorn Records», взявшаяся за распространение альбома по США. Альбом был переписан, и вышел уже в 1994 году. Три песни с него — «Rock’n’Roll Lifestyle», «Ruby Sees All» и «Jolene» — попали в ротацию на студенческих и альтернативных радиостанциях.
Альбом не вызвал чересчур большого интереса, однако оказался благосклонно принят критиками: как правило, они отмечали эклектичность звучания группы и приверженность её к инди-культуре.
Во время записи альбома в составе произошло несколько замен: посвятившего себя учёбе Шона Макфессела место бас-гитариста занял сначала Гейб Нельсон, а потом Виктор Дамиани (в записи «Motorcade Of Generosity» он участия не принимал), а за ударными вместо Фрэнка Френча, испугавшегося интенсивной гастрольной жизни, предстоящей «Cake», оказался Тодд Ропер.

## Список композиций
1. «Comanche» — 2:09
2. «Ruby Sees All» — 3:00
3. «Up So Close» — 3:13
4. «Pentagram» — 2:19
5. «Jolene» — 5:19
6. «Haze of Love»
7. «You Part the Waters» — 2:50
8. «Is This Love?» — 3:19
9. «Jesus Wrote a Blank Check» — 3:10
10. «Rock 'N' Roll Lifestyle» — 4:14
11. «I Bombed Korea» — 2:19
12. «Mr. Mastodon Farm» — 5:27
13. «Ain’t No Good» — 2:40